# 大分県道604号梶寄浦佐伯線
大分県道604号梶寄浦佐伯線（おおいたけんどう604ごう かじよせうらさいきせん）は、大分県佐伯市を通る一般県道である。

## 概要
佐伯市鶴見大字梶寄浦から、佐伯市（国道388号茶屋ヶ鼻橋）に至る。
鶴見半島の北側である佐伯市鶴見（旧南海部郡鶴見町）を縦断する道路であり、佐伯市中心部から九州最東端の鶴御埼灯台があるミュージアムパーク鶴御崎へのアクセス道路である。ただし、起点は梶寄浦の梶寄漁港であり、梶寄漁港 - ミュージアムパーク鶴御崎は市道となっているが、早くても2015年を目標に県道に認められる予定である。沿線の多くは日豊海岸国定公園および豊後水道県立自然公園に指定されている。
かつて存在した峠越えとなる狭隘区間は新有明トンネルおよび吹灘ふれあいトンネルの開通によって解消されている。しかし未改良の区間が存在し、起点から同有明浦までの区間および旧佐伯市内の一部区間は1 - 1.5車線である。そのため整備されつつある。また、終点に近い旧佐伯市内の区間を除きリアス式海岸沿いの路線となっているにも関わらずトンネルは数少ない。そのため海岸線に合わせた急カーブが連続している。
佐伯市鶴見の中心となる地松浦・沖松浦と佐伯市中心部との連絡は、本路線を利用するより大分県道615号松浦米水津線と大分県道501号色宮港木立線を経由するルートが整備されており利用が多かった。しかし2005年（平成17年）の吹灘ふれあいトンネルの開通とともに吹浦を経由する本路線の利便性が向上した。ただし旧佐伯市内の番匠川に沿っている区間が未改良であり河川氾濫を防ぐための堤防の整備と合わせて検討されている。なお、この区間を回避する番匠川河口橋が計画されており、架橋が実現すれば通勤時間帯を中心に渋滞する国道388号の新佐伯大橋などを回避して佐伯市鶴見と同市中心部の連絡が可能となる。

### 路線データ
- 起点：大分県佐伯市鶴見大字梶寄浦
- 終点：大分県佐伯市上灘（国道388号交点）

## 路線状況

### 道路施設

#### トンネル
起点から
- 女郎崎（じょろうざき）トンネル：延長121 m、1981年（昭和56年）竣工、佐伯市
- 丹賀トンネル：延長260 m、1981年（昭和56年）竣工、佐伯市
- 広浦トンネル：延長332 m、1981年（昭和56年）竣工、佐伯市
- 中浦トンネル：延長304.5 m、1962年（昭和37年）竣工、佐伯市
- 新有明トンネル：延長888 m、1994年（平成6年）竣工、佐伯市
- 吹灘ふれあいトンネル：延長682 m、2005年（平成17年）竣工、佐伯市[1]

## 地理

### 通過する自治体
- 佐伯市

### 交差する道路
| 交差する道路              | 交差する場所   | 交差する場所 |
| ------------------------- | -------------- | ------------ |
| 大分県道615号松浦米水津線 | 鶴見大字地松浦 |              |
| 国道388号                 | 上灘           | 終点         |

### 沿線
- ミュージアムパーク鶴御崎（鶴御埼灯台）
- 水の子島海事博物館
- 下梶寄海水浴場
- ミュージアムパーク丹賀（丹賀砲台跡）
- 中越海水浴場
- 有明遊魚センター
- 佐伯市立鶴見中学校
- 佐伯市鶴見地区公民館
- 佐伯市鶴見振興局